# 长序莓
长序莓（学名：Rubus chiliadenus）是蔷薇科悬钩子属的植物，为中国的特有植物。分布在中国大陆的北西部、贵州、四川等地，生长于海拔1,000米至2,000米的地区，多生长于荒地或岩石阴处，目前尚未由人工引种栽培。